# Diversity Ball

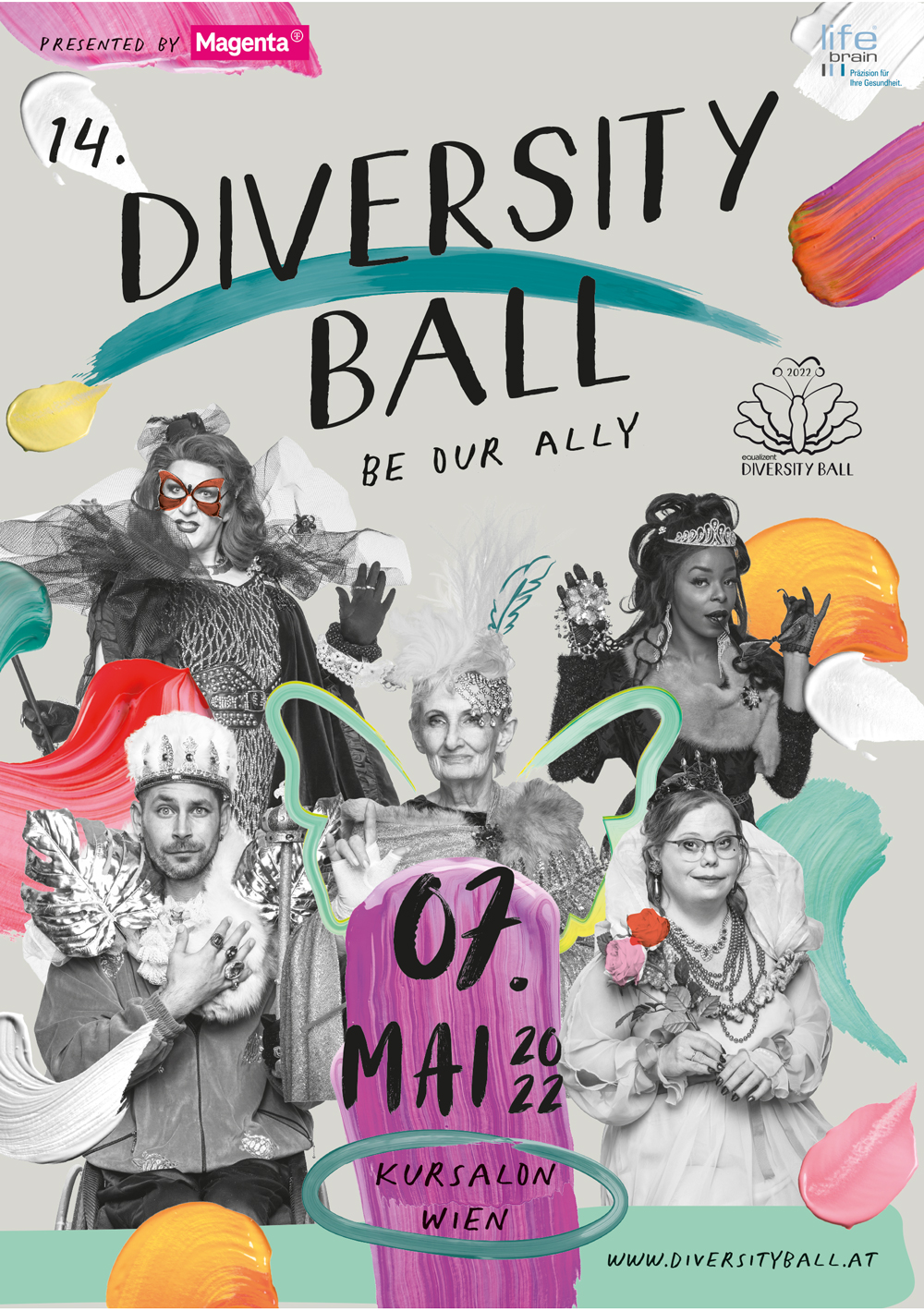
Plakat 14. Diversity Ball

Der Diversity Ball findet jährlich in Wien statt. Der barrierefreie Ball will eine Mischung aus klassischer Wiener Ballkultur und moderner Partykultur darstellen. Mit dem Ball soll ein Zeichen für die Buntheit in der Gesellschaft, für Toleranz, Barrierefreiheit und gegenseitigen Respekt unabhängig von Geschlecht, Alter, Religion, Behinderung, Herkunft oder sexueller Orientierung gesetzt werden.
Der Diversity Ball wurde zuerst 2008 unter dem Namen Le Grand Bal de Diversité im Jugendstiltheater am Steinhof abgehalten, die Veranstaltung wechselte in den Kursalon Wien. Die Organisatoren des Balls arbeiten nach eigenen Angaben mit über 120 Organisationen zusammen.

## Barrierefreiheit
Anliegen ist Barrierefreiheit. Dazu gehören maximale Rollstuhlzugänglichkeit (inklusive zusätzlichen rollstuhlgerechten WCs, Hebelifte für Rollstuhlfahrer an der Bühne, Rampen und Boden-Niveaukontrolle), Dolmetschen des gesamten Programms in Gebärdensprache, Abholservice von der nahegelegenen U-Bahn-Station für blinde Menschen, Ballprogramm und Getränkekarten in Brailleschrift, sowie ein 3D–Modell das Veranstaltungsortes zu Orientierung für blinde Gäste und sogenannte Guiding Angels, die ihnen bei der Orientierung helfen. Es gibt Communication Angels, die bei der Kommunikation zwischen gehörlosen und hörenden Gästen in Gebärdensprache vermitteln. Es sind Induktionsschleifen für Hörgeräteträger vorhanden. An einer Bar namens „UnStillBar“ kann in Gebärdensprache bestellt werden.
Um die finanzielle Barriere abzubauen, gibt es Pakete, mit denen Eintrittskarten und Getränkegutscheine durch sogenannte Patenschaften finanziert werden können. So wurde beispielsweise im Jahr 2021 für knapp 100 Menschen der Eintritt zum Diversity-Ballabend ermöglicht.
Am Diversity Ball gibt es keinen vorgeschriebenen Dresscode. Mit den Reinerlösen werden jedes Jahr Projekte zur Inklusion gehörloser Menschen unterstützt, wie beispielsweise Weiterbildungskurse für gehörlose, geflüchtete Personen.

## Geschichte und Organisation
Der Diversity Ball wurde im Jahr 2008 von Monika Haider, Gründerin der equalizent Schulungs- und Beratungs GmbH, ins Leben gerufen. Bis zum Jahr 2021 wurde der Diversity Ball von dieser GmbH veranstaltet. Ab dem 14. Diversity Ball ist der Verein „Diversity Ball“ für die Organisation verantwortlich.
Der erste Diversity Ball fand am 5. April 2008 noch unter dem Namen Le Grand Bal de Diversité im Jugendstiltheater am Steinhof statt. Am 4. Mai 2019 fand der 12. Diversity Ball im Kursalon Wien mit 2000 Ballgästen unter dem Motto Maskerade statt. Während die Ballsaison im Jahr 2021 pandemiebedingt fast gänzlich abgesagt werden musste, fand der 13. Diversity Ball am 11. September 2021 mit dem Motto We Still Have a Dream und unter Einhaltung der 1G-Regelung (PCR-getestet) statt.
|                    | Motto                              | Datum      |
| ------------------ | ---------------------------------- | ---------- |
| 1. Diversity Ball  | Le Grand Bal de Diversité          | 05.04.2008 |
| 2. Diversity Ball  | Le Grand Bal de Diversité          | 18.04.2009 |
| 3. Diversity Ball  | Le Grand Bal de la Diversité       | 24.04.2010 |
| 4. Diversity Ball  | Le Grand Bal de la Diversité       | 30.04.2011 |
| 5. Diversity Ball  | 5. Ballnacht der Vielfalt          | 28.04.2012 |
| 6. Diversity Ball  | Diversity Ball                     | 27.04.2013 |
| 7. Diversity Ball  | Diversity Ball                     | 17.05.2014 |
| 8. Diversity Ball  | Just Be You!                       | 18.04.2015 |
| 9. Diversity Ball  | Magie der Sinne                    | 30.04.2016 |
| 10. Diversity Ball | Heimat bist du großer Vielfalt     | 29.04.2017 |
| 11. Diversity Ball | Your Time Is Now                   | 05.05.2018 |
| 12. Diversity Ball | Maskerade - Be What You Want to Be | 04.05.2019 |
| 13. Diversity Ball | We Still Have a Dream              | 11.09.2021 |
| 14. Diversity Ball | Be Our Ally                        | 07.05.2022 |